# Men of War
Men of War é um jogo eletrônico de táticas em tempo real para computador desenvolvido pela Best Way e lançado em 2009. O jogo é ambientado na Segunda Guerra Mundial.
A campanha de single player, tem lugar no cenário da Segunda Guerra Mundial com batalhas na Europa, União Soviética, Grécia, e Norte da África, abrangendo três campanhas: dos Aliados, Alemanha Nazi e Soviética. Men of War abrange o Império do Japão no modo multiplayer.

## O jogo
Men of War é semelhante aos jogos Faces of War e Soldiers: Heroes of World War II, com poucas diferenças. Em Men of War, o jogador tanto pode controlar uma unidade (soldado, tanque de guerra, peça de artilharia, barco, etc.), um pequeno grupo de soldados em missões cirúrgicas, bem como controlar inúmeras unidades, incluindo infantaria, artilharia e tanques de guerra em grandes batalhas. Não é incomum para o jogador de Men of War ter de controlar várias linhas de defesa durante batalhas. Para simplificar a gestão em combate, o jogador pode organizar as suas tropas em pequenas unidades militares, chamar reforços, pedir barragens de artilharia, suporte aéreo, entre outros. Submarinos e lanchas torpedeiras também podem ser controladas.
O jogo também tem a função de "Direct Control" (controle direto), que permite que o jogador controle movimentos e ações de uma só unidade através do mouse e teclado, dando um aspecto de "3ª pessoa" ao jogo.
O jogo inclui os arsenais da Segunda Guerra Mundial dos Estados Unidos, Reino Unido, União Soviética, Alemanha nazista, Império do Japão, Itália fascista e vários movimentos de resistência  (particularmente  Partisans Soviéticos e Resistência Francesa). Na expansão do jogo, Red Tide, inclui os exércitos Romênia e Itália fascista.

## Modo Campanha
Men of War engloba 19 missões em modo single player em 3 campanhas diferentes: dos Aliados, Alemanha Nazi e Soviética.
A campanha Soviética começa nos primeiros tempos da Frente Leste, até ao princípio da Contra-Ofensiva Soviética. A campanha começa com a Batalha de Rostov e acaba na Batalha de Seelow, com um epilogo mostrando a captura de Berlim uns dias depois. O jogador assume os personagens Alexei Kuznetsov e Victor Smirnov.
As campanhas Aliada e Alemã, têm lugar no lugar no Teatro de Guerra do Norte de África. O personagem da campanha alemã é um jovem e ambicioso comandante de nome Gunther Borg pertencente à Fallschirmjäger na Grecia (Batalha de Creta) antes de ser temporariamente recolocado nos Afrika Korps na Líbia (Cerco de Tobruk) e Tunisia (Batalha da Tunisia).
A campanha aliada segue o percurso de uma unidade de elite sob o comando do personagem Terry Palmer e do Cabo Robinson durante a Operação Tocha lutando ao lado dos  "Desert Rats" da 7th Armoured Division Britânica, de outros soldados americanos e ao lado de Henri d'Astier e o seu Movimento de Resistência.

## Missões Bônus
Além das 19 missões do modo de campanha, o jogador terá mais 5 missões bónus quando acabar todas as campanhas. Nessas missões o jogador poderá jogar com uma das facões consoante a missão.
O modo de campanha sigle player, também pode ser jogado com mais de 1 jogador em cooperação através de uma rede TCP/IP ou Internet.

## Multiplayer
No modo multiplayer, há 5 fações diferentes para escolher: Estados Unidos, Forças da Commonwealth, Alemanha Nacional Socialista, União Soviética e Japão Imperial (Japão através de um patch).
Existe uma variedade de "jogos" no modo Multiplayer: Combat, Battle Zone, Frontline and Cooperative (Combate, Campo de Batalha, Linha da Frente e Cooperação)
Men of War introduz um ranking baseado no rácio de vitórias e derrotas do jogador em todas as fações.
As "Mods" são oficialmente suportadas. Estas versões modificadas serão conhecidas por "Modded Game".

## Crítica
Men of War foi bem recebido na generalidade recebendo 80/100 da Metacritic. GamingShogun classificou-o como "jogo de combate tático intenso" pontos a favor e contra mas referindo o baixo preço do jogo. IGN não fugiu à generalidade das críticas, considerando-o  "aborrecido e muito difícil" mas também refere que "oferece um ponto de vista excitante dos combates tão bom como os jogos de estratégia mais vendáveis do mercado".

## Patches
Existem várias versões produzidas por diferentes produtores com diferentes "patches" para cada versão devido aos diferentes sistemas de proteção de cópia.

## Expansões

### Men of War: Red Tide
Quatro meses depois do lançamento de Men of War foi lançada a expansão Men of War: Red Tide.
Esta expansão tem mais 20 missões no modo "single player" em que o jogador controla as forças da Infantaria Naval Soviética durante as campanhas na Segunda Guerra Mundial, no Mar Negro, contra os exércitos da Alemanha, Roménia e Itália.
A história é baseado nos escritos de Alexander Zorich.

### Men of War: Assault Squad
Assault Squad é uma expansão da produtora Digitalmindsoft.
Assault Squad é a última expansão stand-alone para a série Men of War. Trazido até nós pela 1C Company, este Jogo de estratégia em tempo real, apresenta-nos a guerra tal como ela é … violenta, fria e mortífera.
Espalhado por vários cenários mundiais, é possível pela primeira vez na sua história jogar com o Japão, além da Rússia, Alemanha, USA e Commonwealth.
A fasquia foi colocada bem alta desde o inicio para este Assault Squad, que aspirava a tornar-se num jogo exigente e intenso que conseguisse retratar bem o conflito nos seus mais variados cenários.

### Men of War: Vietnam
Vietnam é a terceira expansão do título original desenvolvida exclusivamente pela 1C enquanto a Digitalmindsoft desenvolve Assault Squad.